# Johann Georg Friedrich Jacobi

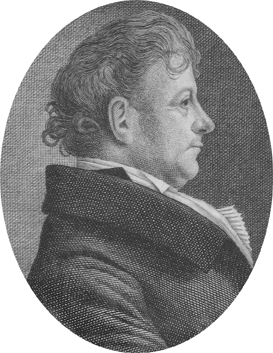
Johann Georg Friedrich Jacobi, Stahlstich

Johann Georg Friedrich Jacobi (* 15. Februar 1751 in Schwabach in Bayern; † 11. Juni 1824 in Weißenburg in Bayern) war ein deutscher Kaufmann, Verleger, Oberleutnant und Zollbeamter.

## Leben
Johann Georg Friedrich Jacobi war als Sohn des Kaufmanns und Nadelproduzenten Friedrich Jacobi 1769 in die Freie Reichsstadt Weißenburg (in Bayern) gezogen, wo er in Zusammenarbeit mit seinem Vater zunächst eine Nadelfabrikation größeren Umfangs einzurichten versuchte. Mit der Schwabacher Nadler-Gilde, die starke Konkurrenz befürchtete, kam es bald zu Auseinandersetzungen, in deren Verlauf der Vater verhaftet und eingekerkert wurde. Mit Hilfe des Magistrats von Weißenburg war es dem Sohn allerdings geglückt, ein kaiserliches Privileg für sogenannte Nadelzeichen zu erlangen, die jenen der Schwabacher sehr ähnlich waren. Der Prozess gilt als einer der ersten um Warenzeichen. In der Hauptsache handelte es sich wohl mehr um den Vertrieb von Nadeln als um eigene Produktion; noch vor der Jahrhundertwende ist der Handel mit Nadeln nicht mehr nachweisbar.
Die Jacobis waren auch Gasthausbesitzer: Zunächst erwarb der Vater ein repräsentatives Haus in bester Lage am ehemaligen Holzmarkt, der Sohn zog nach dessen Tod zwischenzeitlich in eine Nebenstraße (Bachgasse) um, unterhielt ab 1791 ein Garten-Café vor den Toren der Stadt an der Nürnberger Straße und baute dort 1801 schließlich ein neues Gasthaus, in das die Gesellschaft „Harmonie“ einzog und dem Haus den ersten Namen gab. Später hieß es „Casino“, unter dem es heute noch als Gasthaus genutzt wird. Bis 1728 blieb es in Familienbesitz.
Offenbar konnten weder der Nadelverlag noch der Gasthausbetrieb den wissenshungrigen Johann Georg Friedrich Jacobi befriedigen. Den Handel mit Wein, den sein Vater betrieben hatte, beschloss er mit drei öffentlichen Verlosungen der Weinbestände. Auf der Suche nach einer eigenständigen kaufmännischen Tätigkeit sah er seine Zukunft im Verlegen von Büchern und Schriften, da in der Zeit der Aufklärung ein zunehmender Bedarf an Lesestoff herrschte. Nach einigen Versuchen mit einer periodischen Schrift, »Geheimes Päckgen aus dem Nordgau« und einem »Wöchentlichen Adress- und Anzeigeblatt« unternahm er mit der ab 1783 in Lieferungen erschienenen »Neuen Sammlung geographisch-historisch-statistischer Schriften« den Versuch, das gesamte geographische Wissen der Zeit in einer preiswerten Ausgabe zu verbreiten. 30 Bände sollte die Sammlung umfassen, die sich zu einem bedeutenden Teil auf das seit 1754 in 11 Teilen veröffentlichte Geographiewerk von Anton Friedrich Büsching stützte. Jacobi wurde bald von der Presse als übler Nachdrucker beschimpft, verfolgte aber ungeachtet dessen sein Ziel hinsichtlich einer Volksausgabe weiter und ließ über Mitarbeiter und zunehmend auch mit der eigenen Hand Zusätze einfließen, ja forderte sogar seine Leser zu Beiträgen auf.
Ein redaktionell überarbeiteter Nachdruck war auch das »Unterricht-, Noth- und Hülfsbüchlein für Bürgers- und Bauersleute« nach Rudolph Zacharias Becker, das er der romanhaften Rahmengeschichte entkleidete, dafür mit einem »Arzneybüchlein für Menschen und Vieh« und einem »Buch vom Aberglauben, Misbrauche und falschem Wahn«  ergänzte.
Die Reihe der geographischen Schriften fand infolge der politischen Wirren und Kriege nach der Französischen Revolution 1795 ein ungewolltes Ende – ein Band über Frankreich konnte damals naturgemäß nicht geschrieben werden.
Aus Geldnot verdingte sich Jacobi als Soldat, führte als Oberleutnant die kleine Weißenburger Truppe und kämpfte mit den Kaiserlichen vor Mainz und im Rheinland. Noch während seiner Soldatenzeit verfasste er – wiederum in Anlehnung an eine Vorlage – ein dreibändiges Neues vollständiges und allgemeines Waaren- und Handlungs-Lexicon mit den Angaben aktueller Handelspreise. Nach seiner Soldatenzeit verdingte er sich wegen der schwachen Gewinne seines Verlages ab 1801 als Zollbeamter, zum Ärger seiner Mitbürger in preußischen Diensten sogar vor den Toren der Freyen Reichsstadt Weißenburg. Ab 1806 bis 1810 wurde er schließlich als „Maut- und Zoll-Oberamtsgegenschreiber“ in den Dienst der Königlich Bayerischen Zollbehörde übernommen.
Eine 1800 begonnene »Sammlung nüzlicher und bewährter Beyträge zum Besten der Stadt-, Haus- und Landwirthschaft, der Gärtnerey, des Jagd- und Forstwesens und der Technologie« fand in der Zeit der napoleonischen Kriege nach vier Ausgaben keine Fortsetzung – auch an eine Fortführung seiner geographischen Reihe war zunächst nicht zu denken.
Erst nach dem Wiener Kongress meldete sich Jacobi ab 1815 wieder zu Wort mit seiner Neuen systematische(n) und allgemeine(n) Erdbeschreibung für alle Stände, die nach einem einleitenden ersten Band in weiteren sechs Bänden die erste geographische Darstellung des jungen Königreichs Bayern enthält.
Als 1815 der Vulkan Tambora auf der indonesischen Insel Sumbawa ausgebrochen war und in den Jahren 1816 und 1817 durch seine Staubwolken auf der Nordhalbkugel der Erde für Missernten sorgte, propagierte Jacobi 1818 mit seinem Buch »Ueber die Kartoffeln, Erdäpfel, Erd- oder Grundbirnen« den Kartoffelanbau und bereicherte das Buch mit eigenen Rezepten. Dieses Buch ist sicher sein persönlichstes Vermächtnis.
Mit der Herausgabe eines »Wöchentlichen Nachrichts- Frage- und Anzeigeblatt« wurde er 1819 schließlich der Begründer der ersten Weißenburger Zeitung, die bis 1950 fortbestand.

## Veröffentlichungen

### Johann Georg Friedrich Jacobi als Herausgeber und Autor
- „Neue Sammlung geographisch-historisch-statistischer Schriften“, 17 Bände, Weißenburg und Schwabach 1783–1795.
- „Geographie der sämtlichen kaiserlichen freyen Reichsstädte in Teutschland“, Weißenburg 1786.
- „Wöchentliches Adress- und Anzeigeblatt“, Weißenburg, Erscheinen belegt für 1787.
- „Unterricht-, Noth- und Hülfsbüchlein für Bürgers- und Bauersleute“, 2 Bände, Weißenburg 1790 - 6. Neuauflage 1804.
- „Arzneybüchlein für Menschen und Vieh“‚ Weißenburg 1791.
- „Das Buch vom Aberglauben, Misbrauche und falschem Wahn. – Ein nöthiger Beitrag zum Unterricht- Noth- und Hülfsbüchlein“. Weißenburg 1790.
- „Neues vollständiges und allgemeines Waaren- und Handlungs-Lexicon“. 3 Bände, Heilbronn und Rothenburg o. d. T. 1798–1800.
- „Sammlung nüzlicher und bewährter Beyträge zum Besten der Stadt-, Haus- und Landwirthschaft, der Gärtnerey, des Jagd- und Forstwesens und der Technologie“, Weißenburg 1800, 1801, Augsburg 1802 und 1803.
- „Neue systematische und allgemeine Erdbeschreibung für alle Stände“. Augsburg 1815–1819.
  - Band 1: „Allgemeine Einleitung in die Erdbeschreibung zur vollständigen Kenntniß der Erdkunde“. Augsburg 1815
  - Band 2 bis 7 enthalten: „Neue systematische und allgemeine Erdbeschreibung des bayerischen Königsstaats“ Band 1 bis 6, Augsburg, 1816 bis 1819.
- „Ueber die Kartoffeln, Erdäpfel, Erd- oder Grundbirnen‚ deren verschiedene Arten, Anbau und zweckmäßige ökonomische Anwendung, besonders in der Küche. Aus den besten Schriften, daraus gemachten Versuchen und aus Selbsterfahrungen gesammelt und herausgegeben von G. Fr. Jacobi“, Nürnberg 1818. – Faksimile-Nachdruck in „Jacobis Kartoffelbuch von 1818“, Weißenburger Heimatbücher, Band 13, Weißenburg 2006.
- „Wöchentliches Nachrichts-, Frage- und Anzeige-Blatt der Königl. Baier. Stadt Weissenburg im Rezatkreise“, Weißenburg, ab 1819 ff.

### Jacobi als Verleger
- Geiger, Carl Ignaz: „Geheimes Päckgen aus dem Nordgau“. Eine periodische Schrift, Weißenburg – 1781, Verlag von J. G. F. Jacobi.
- Prosper Dallingers „... Gesammelte Nachrichten und Bemerkungen über den Fichtenspinner oder die Baumraupe ...“‚ Weißenburg 1798
- Roth, Johann Theodor: „Abhandlung vom Bienenrechte“, Weißenburg 1798.
- „Prosper Dallingers Beherzigung die Erdmandel anzubauen, und zu gebrauchen“, Weißenburg 1799.